# Bampūr
Bampūr (persiska: بمپور) är en ort i Iran.   Den ligger i provinsen Sistan och Baluchistan, i den sydöstra delen av landet, 1 300 km sydost om huvudstaden Teheran. Bampūr ligger 518 meter över havet och antalet invånare är 9 073.
Terrängen runt Bampūr är platt. Runt Bampūr är det mycket glesbefolkat, med 7 invånare per kvadratkilometer. Det finns inga andra samhällen i närheten. Trakten runt Bampūr är ofruktbar med lite eller ingen växtlighet.